# BC Vita Tbilisi
Basketball Club Vita Tbilisi (Georgisch: საკალათბურთო კლუბი ვიტა თბილისი), is een professionele basketbalclub uit Tbilisi, Georgië. De club speelt in de Georgian Top League. 

## Geschiedenis
De club is opgericht op 1 augustus 1992 door de beroemde Georgische zakenman Temoer Datikasjvili. De club ontving de naam ter ere van de bank die toebehoorde aan Datikasjvili. Vita werd zeven keer Landskampioen van Georgië 1993, 1994, 1995, 1996, 1997, 1998 en 2005. Ook werden ze één keer Bekerwinnaar van Georgië in 2005. Na deze succesperiode kwam de club in financiële problemen. De club veranderde haar naam in STU-Geocell in 2000 en stopte met spelen in 2008. In 2015 werd de club opnieuw opgericht onder de naam Vita. In het seizoen 2015/16 speelde Vita in de VTB United League.

## Sponsor namen
- 1992-2000: Vita
- 2000-2007: STU-Geocell
- 2007-2008: Vita
- 2015-heden: Vita

## Erelijst
- Landskampioen Georgië: 7
  - Winnaar: 1993, 1994, 1995, 1996, 1997, 1998, 2005
- Bekerwinnaar Georgië: 1
  - Winnaar: 2005

## Bekende (oud)-spelers
- - Levan Dzekonski
- Goga Bitadze
- Nikoloz Derioegini
- Omar Tomas
- Oleksandr Lipovij

## Bekende (oud)-coach
- Pavel Googe (2015-2016)
- Nikolajs Mazurs (2016)